# Coronación de Ardeshir-e Babakan

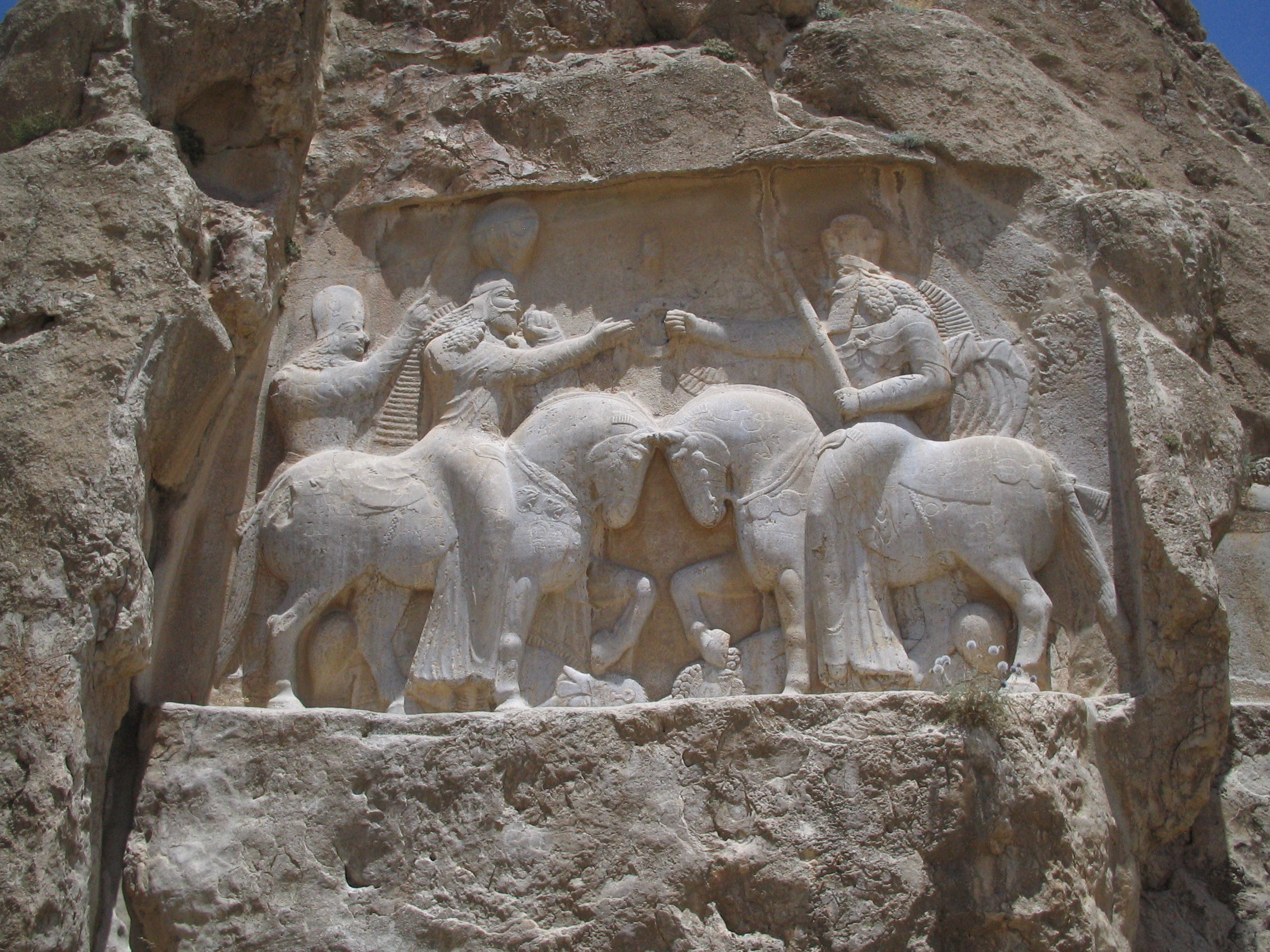
Coronación de Ardeshir-e Babakan.

La inscripción de Ardashir-e Babakan y Hormozd o la coronación de Ardashir-e Babakan es una antigua inscripción de Persia sasánida. La inscripción muestra la ceremonia de coronación de Ardacher I, en la que recibe su sello de reinado de Ahura Mazda (o Hormozd) y Ahura Mazda lo nombra como el Shahanshah del Imperio sasánida. Esta inscripción parece ser la más antigua de la época sasánida. Hay 3 pequeñas inscripciones en persa medio (abajo), en parto (arriba) y en griego (en el centro). El texto persa medio y el texto parto contienen 3 líneas cada uno, y el texto griego contiene 4 líneas. Por encima de la figura del Ahura Mazda, hay otras tres pequeñas inscripciones en los idiomas antes mencionados con el mismo contenido, que dice "Esta es la figura de Ahura Mazda  (Bagh)".